# 伊娃·琪瑪克
伊娃·琪瑪克（Eva-Maria Schimak，1986年8月11日—）是一名奧地利帆船運動員，曾代表國家參加2012年倫敦奧運的雙人小艇470型比賽，並未獲得獎牌。